# Judo na Letních olympijských hrách 1992
Zápasy v judu na LOH v Barceloně probíhaly v období 27. července - 2. srpna 1992.

## Medailisté

### Muži
| Kategorie | Zlato                                       | Stříbro                                     | Bronz                             | Bronz                                   |
| --------- | ------------------------------------------- | ------------------------------------------- | --------------------------------- | --------------------------------------- |
| - 60 kg   | Nazim Husejnov · Sjednocený tým (EUN)       | Jun Hjon · Jižní Korea (KOR)                | Tadanori Košino · Japonsko (JPN)  | Richard Trautmann · Německo (GER)       |
| - 65 kg   | Rogério Sampaio · Brazílie (BRA)            | József Csák · Maďarsko (HUN)                | Israel Hernández · Kuba (CUB)     | Udo Quellmalz · Německo (GER)           |
| - 71 kg   | Tošihiko Koga · Japonsko (JPN)              | Bertalan Hajtós · Maďarsko (HUN)            | Čong Hun · Jižní Korea (KOR)      | Oren Smadža · Izrael (ISR)              |
| - 78 kg   | Hidehiko Jošida · Japonsko (JPN)            | Jason Morris · Spojené státy americké (USA) | Bertrand Damaisin · Francie (FRA) | Kim Pjong-ču · Jižní Korea (KOR)        |
| - 86 kg   | Waldemar Legień · Polsko (POL)              | Pascal Tayot · Francie (FRA)                | Nicolas Gill · Kanada (CAN)       | Hirotaka Okada · Japonsko (JPN)         |
| - 95 kg   | Antal Kovács · Maďarsko (HUN)               | Ray Stevens · Velká Británie (GBR)          | Theo Meijer · Nizozemsko (NED)    | Dmitrij Sergejev · Sjednocený tým (EUN) |
| + 95 kg   | Davit Chachaleišvili · Sjednocený tým (EUN) | Naoja Ogawa · Japonsko (JPN)                | David Douillet · Francie (FRA)    | Imre Csősz · Maďarsko (HUN)             |

### Ženy
| Kategorie | Zlato                               | Stříbro                                      | Bronz                                   | Bronz                                   |
| --------- | ----------------------------------- | -------------------------------------------- | --------------------------------------- | --------------------------------------- |
| - 48 kg   | Cécile Nowaková · Francie (FRA)     | Rjóko Taniová · Japonsko (JPN)               | Amarilis Savónová · Kuba (CUB)          | Hülya Şenyurtová · Turecko (TUR)        |
| - 52 kg   | Almudena Muñozová · Španělsko (ESP) | Noriko Mizogučiová · Japonsko (JPN)          | Li Čung-jün · Čína (CHN)                | Sharon Rendleová · Velká Británie (GBR) |
| - 56 kg   | Miriam Blascová · Španělsko (ESP)   | Nicola Fairbrotherová · Velká Británie (GBR) | Driulis Gonzálezová · Kuba (CUB)        | Čijori Tateno · Japonsko (JPN)          |
| - 61 kg   | Catherine Fleuryová · Francie (FRA) | Ja'el Aradová · Izrael (ISR)                 | Jelena Petrovová · Sjednocený tým (EUN) | Čang Ti · Čína (CHN)                    |
| - 66 kg   | Odalis Revéová · Kuba (CUB)         | Emanuela Pierantozziová · Itálie (ITA)       | Kate Howeyová · Velká Británie (GBR)    | Heidi Rakelsová · Belgie (BEL)          |
| - 72 kg   | Kim Mi-čong · Jižní Korea (KOR)     | Joko Tanabeová · Japonsko (JPN)              | Irene de Koková · Nizozemsko (NED)      | Laëtitia Meignanová · Francie (FRA)     |
| + 72 kg   | Čuang Siao-jen · Čína (CHN)         | Estela Rodríguezová · Kuba (CUB)             | Natalina Lupinová · Francie (FRA)       | Joko Sakaueová · Japonsko (JPN)         |

## Přehled medailí
| Pořadí | Země                         | Zlato | Stříbro | Bronz | Celkově |
| ------ | ---------------------------- | ----- | ------- | ----- | ------- |
| 1.     | Japonsko (JPN)               | 2     | 4       | 4     | 10      |
| 2.     | Francie (FRA)                | 2     | 1       | 4     | 7       |
| 3.     | Sjednocený tým (EUN)         | 2     | 0       | 2     | 4       |
| 4.     | Španělsko (ESP)              | 2     | 0       | 0     | 2       |
| 5.     | Maďarsko (HUN)               | 1     | 2       | 1     | 4       |
| 6.     | Kuba (CUB)                   | 1     | 1       | 3     | 5       |
| 7.     | Jižní Korea (KOR)            | 1     | 1       | 2     | 4       |
| 8.     | Čína (CHN)                   | 1     | 0       | 2     | 3       |
| 9.     | Brazílie (BRA)               | 1     | 0       | 0     | 1       |
| 9.     | Polsko (POL)                 | 1     | 0       | 0     | 1       |
| 11.    | Velká Británie (GBR)         | 0     | 2       | 2     | 4       |
| 12.    | Izrael (ISR)                 | 0     | 1       | 1     | 2       |
| 13.    | Itálie (ITA)                 | 0     | 1       | 0     | 1       |
| 13.    | Spojené státy americké (USA) | 0     | 1       | 0     | 1       |
| 15.    | Německo (GER)                | 0     | 0       | 2     | 2       |
| 15.    | Nizozemsko (NED)             | 0     | 0       | 2     | 2       |
| 17.    | Belgie (BEL)                 | 0     | 0       | 1     | 1       |
| 17.    | Kanada (CAN)                 | 0     | 0       | 1     | 1       |
| 17.    | Turecko (TUR)                | 0     | 0       | 1     | 1       |
| Celkem | Celkem                       | 14    | 14      | 28    | 56      |